# 엘하이다 다니
엘하이다 다니(Elhaida Dani, 1993년 2월 17일 ~ )는 알바니아의 가수이다.